# مونیکا (فیلم ۱۹۷۴)
مونیکا (انگلیسی: Monika) با نام اصلی دختر کوچولو (ایتالیایی: La ragazzina) یک فیلم کمدی سکسی سبک ایتالیایی به کارگردانی ماریو ایمپرولی است که در سال ۱۹۷۴ منتشر شد. از بازیگران این فیلم می‌توان به گلوریا گوئیدا، کولِت دِکومب، لوچیا کاتولو و پائولو کارلینی اشاره کرد. گلوریا گوئیدا که ستارهٔ این سبک از فیلم‌ها بود بعدها دوباره با ماریو ایمپرولی در فیلم شلوار آبی همکاری کرد.